# 1842
Het jaar 1842 is het 42e jaar in de 19e eeuw volgens de christelijke jaartelling.

## Gebeurtenissen
januari
- 8 - Oprichting in Delft van de Koninklijke Akademie ter opleiding van burgerlijke ingenieurs zoo voor 's lands dienst als voor de nijverheid en van kweekelingen voor den handel, de latere Technische Universiteit Delft.
- 6 tot 13 - Een Brits legerkorps op weg van Kaboel naar Jalalabad wordt vernietigd door strijders van Akbar Khan, de zoon van Dost Mohammed Khan.

februari
- 28 - Missionaris Williams in Nieuw-Zeeland stuurt beenderen naar de Universiteit van Oxford van "vogels die bij de Maori bekendstaan als moas".

maart
- 24 - Op voorstel van Jean-Baptiste Nothomb wordt de Belgische schoolwet aangenomen. Elke gemeente wordt ertoe verplicht minstens één lagere school te hebben en kosteloos onderwijs aan de arme kinderen te verstrekken. Een vrije school mag de gemeenteschool vervangen. De geestelijkheid mag het godsdienstonderwijs inspecteren en de schoolboeken onderzoeken.
- 31 - Met de vaststelling van een reglement van orde wordt in Nederland de ministerraad ingesteld. Het voorzitterschap zal door een van de ministers worden vervuld; in de praktijk is dit Floris Adriaan van Hall.

april
- 28 - De opperrabbijn van Rotterdam verricht de inwijding van de synagoge op de dijk tussen Middelharnis en Sommelsdijk.

mei
- 5 - Op Hemelvaartsdag breekt een stadsbrand uit in Hamburg, die vier dagen woedt en een groot deel van de oude binnenstad in de as legt.
- 14 - Eerste editie van het eerste geïllustreerd blad ter wereld: The Illustrated London News.
- 29 - Tijdens een avondlijke rijtoer in een open barouche wordt koningin Victoria beschoten door ene John Francis. Hij wordt voor de mislukte aanslag ter dood veroordeeld maar krijgt gratie en gaat op transport naar Australië.

juli
- 20 - Eerste beklimming van de Aneto, de hoogste berg van de Pyreneeën.

augustus
- 17 - De spoorlijn Amsterdam-Haarlem is doorgetrokken naar Leiden.
- 29 - Met het Verdrag van Nanking komt een einde aan de Eerste Opiumoorlog. China is gedwongen meer mogelijkheden voor buitenlandse handel te geven, en Hongkong aan Groot-Brittannië af te staan.

september
- 15 - Executie in San José van de voormalige president van de Verenigde Staten van Centraal-Amerika: Francisco Morazán Quesada.
- 20 - Pastoor Niewindt, de katholieke geestelijke op Curaçao, wordt verheven tot apostolisch vicaris, met de titel van bisschop.

oktober
- Begin oktober - De controleur Eduard Douwes Dekker arriveert in Sumatra's Westkust.
- 5 - Het eerste pilsener bier wordt gebrouwen in de Tsjechische stad Pilsen door Josef Groll.
- 6 - Oprichting Venloosch Vastelaoves Gezelschap Jocus.
- 8 - In Den Haag trouwt prinses Sophie van Oranje-Nassau, dochter van koning Willem II en koningin Anna Pauwlona met erfgroothertog Karel Alexander van Saksen-Weimar-Eisenach.
- 12 - De Beierse kroonprins Maximiliaan trouwt in München met prinses Marie van Pruisen.

november
- 6 - Eerste aansluiting van de Franse Spoorwegen op het spoornet van België tussen Tourcoing en Moeskroen.

december
- 21 - De vorst van De Wannevleegers (Vors Wannerius XI genaamd) stuurt een brief naar de Jocus, die pleit voor samenwerking. Jocus is een carnavalsvereniging voor de rijke stand, de zustervereniging is voor het gewone volk. Beide zijn dit jaar Opgericht in Venlo, en zijn de oudste carnavalsvereniging in Nederland.

## Muziek
- Giuseppe Verdi schrijft de opera Nabucco
- Adolphe Adam schrijft het ballet La jolie fille de Gand
- 29 maart: eerste opvoering van het ballet Napoli, Fiskeren og hans brud met muziek van onder andere Niels Gade en Hans Christian Lumbye
- 20 oktober: Wagners opera Rienzi, der Letzte der Tribunen gaat in première in het hoftheater van Dresden

## Beeldende kunst

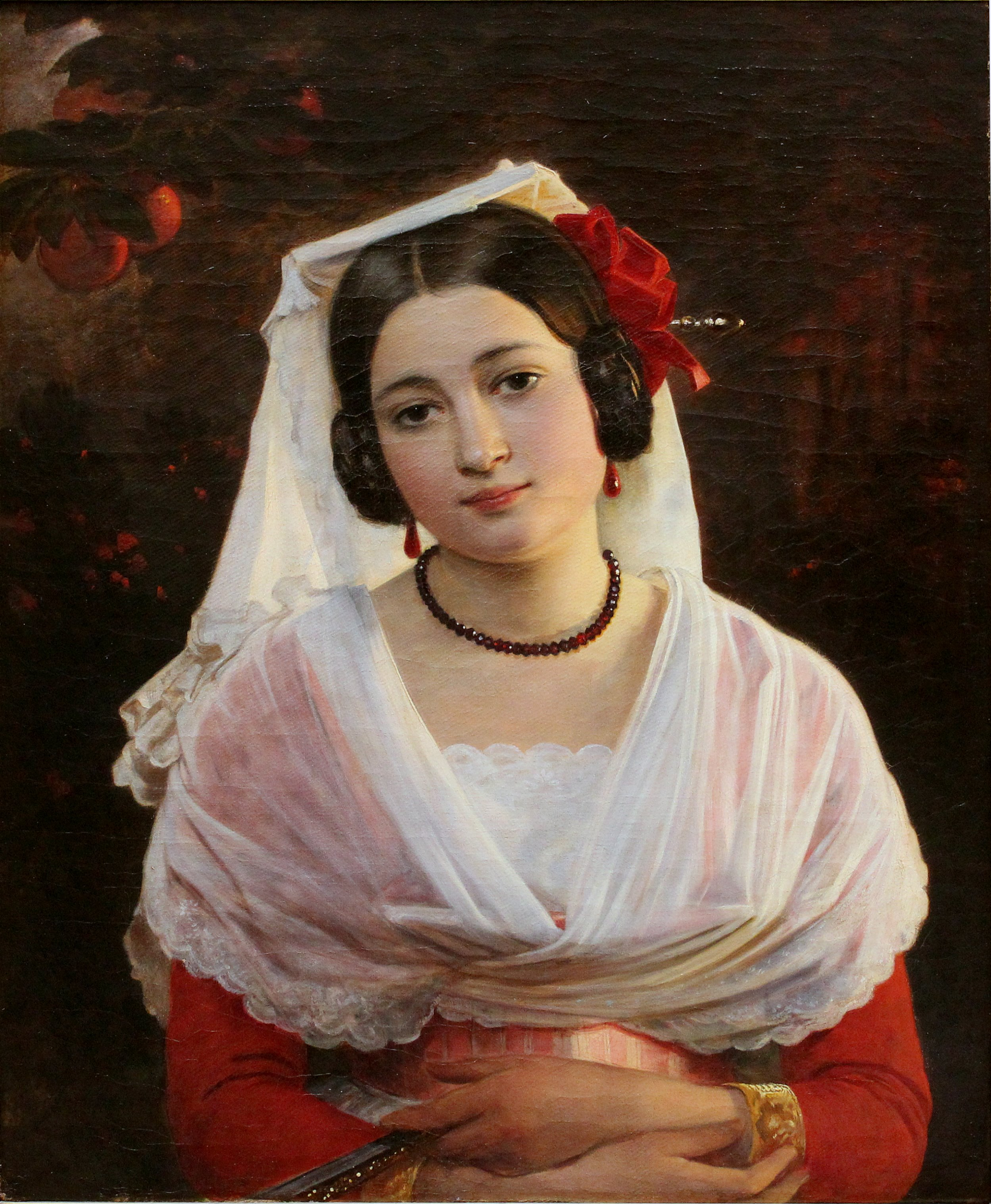
Felice Berardi aus Albano, August Riedel (1842), Neue Pinakothek

## Wetenschap
Richard Owen gebruikt voor het eerst het woord 'Dinosauria' in zijn Report on British Fossil Reptiles.

## Bouwkunst

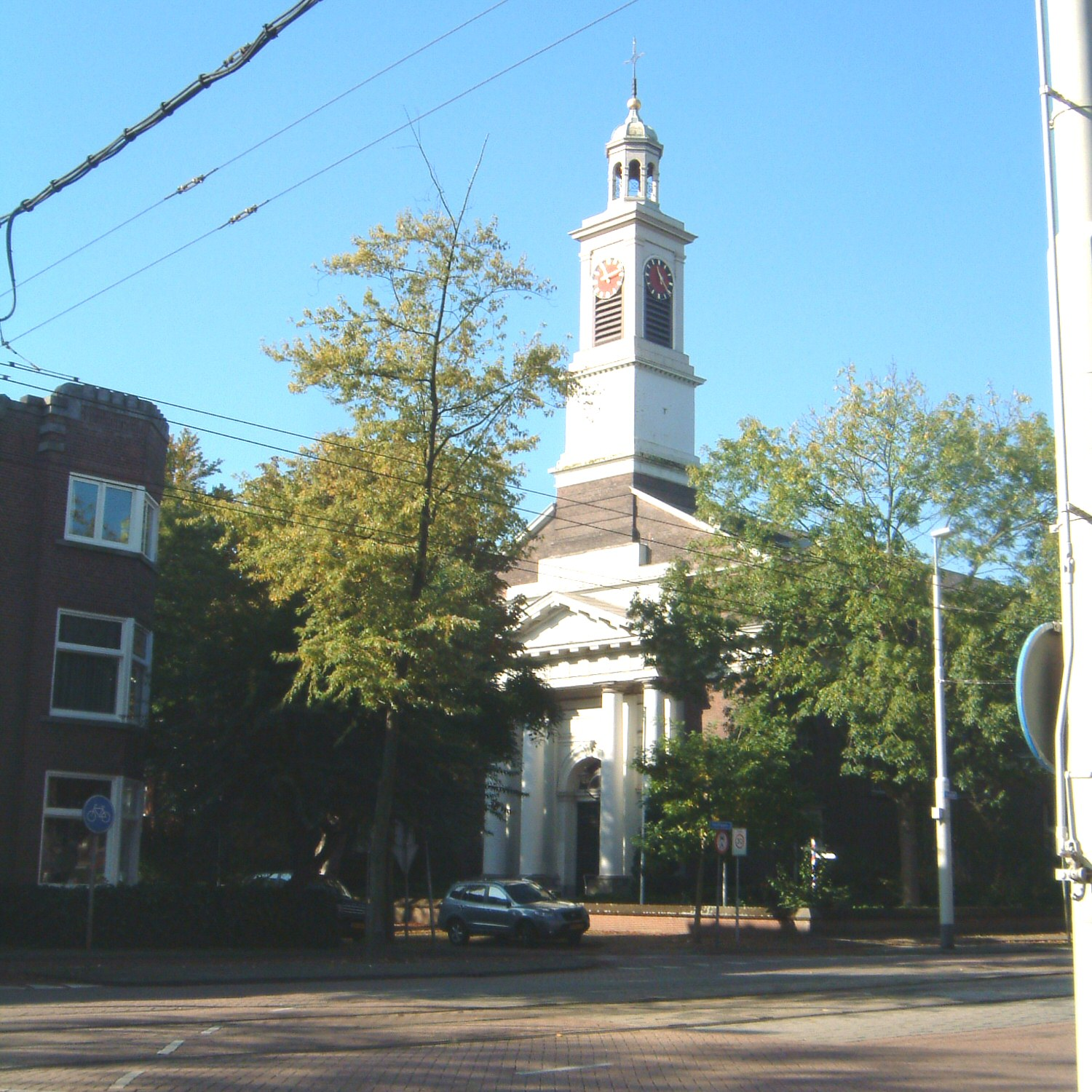
Hoflaankerk Rotterdam (1842) A. Roodenburg

## Geboren
januari
- 11 - William James, Amerikaans filosoof en psycholoog (overleden 1910)
- 15 - Josef Breuer, Oostenrijks psycholoog (overleden 1925)
- 15 - Paul Lafargue, Frans journalist, literatuurcriticus, essayist, publicist en politicus (overleden 1911)
- 21 - Alfred Packer, Amerikaans misdadiger (overleden 1907)

februari
- 4 - Georg Brandes, Deens schrijver, denker en literatuurcriticus (overleden 1927)
- 25 - Karl May, Duits schrijver (overleden 1912)

maart
- 18 - Stéphane Mallarmé, Frans dichter en criticus (overleden 1898)
- 29 - Adrianus Bleijs, Nederlands architect (overleden 1912)

april
- 2 - Domenico Savio, Italiaans heilige en leerling van Don Bosco (overleden 1857)

mei
- 12 - Jules Massenet, Frans componist en muziekpedagoog (overleden 1912)
- 13 - Arthur Sullivan, Brits componist (overleden 1900)

juni
- 11 - Carl von Linde, Duits ingenieur en uitvinder (overleden 1934)
- 12 - Rikard Nordraak, Noors componist (overleden 1866)
- 18 - Theodorus Cox, Nederlands kunstsmid (overleden 1915)

augustus
- 14 - Joseph Wijnkoop, Nederlands (opper)rabbijn en hebraïcus (overleden 1910)
- 28 - Louis Le Prince, Frans uitvinder (vermist sinds 1890)

september
- 5 - Louis Bouwmeester, Nederlands acteur en toneeldirecteur (overleden 1925)
- 7 - Johann Zukertort, Pools schaker (overleden 1888)
- 13 - Jan Puzyna de Kosielsko, Pools kardinaal (overleden 1911)
- 20 - James Dewar, Brits uitvinder van de thermofles (overleden 1923)
- 21 - Abdülhamit II, van 1876 tot 1909 de 34e sultan van het Ottomaanse rijk (overleden 1918)

oktober
- 17 - Adolphe David, Frans componist (overleden 1897)
- 27 - Giovanni Giolitti, Italiaans politicus  (overleden 1928)

november
- 18 - Frederick Broome, koloniaal ambtenaar in het Britse Rijk (overleden 1896)

december
- 3 - Phoebe Hearst, Amerikaans filantrope (overleden 1919)
- 6 - Marie Collart, Belgisch schilder (overleden 1911)
- 9 - Pjotr Kropotkin, Russisch anarchist (overleden 1921)
- 19 - Emma Withnell, West-Australische pionierster (overleden 1928)

datum onbekend
- Leonard de Fernelmont, Nederlands beeldhouwer (datum van overlijden onbekend)

## Overleden
maart
- 6 - Constanze Weber (80), vrouw van Mozart
- 13 - Henry Shrapnel (80), Engels soldaat en uitvinder
- 15 - Luigi Cherubini (81), Italiaans componist
- 23 - Stendhal (59), Frans schrijver
- 30 - Élisabeth Vigée-Le Brun (86), Frans schilderes

april
- 28 - Charles Bell (67), Schots arts

september
- 10 - Letitia Tyler (51), Amerikaans first lady

oktober
- 24 - Bernardo O'Higgins (64), Chileens militair en vrijheidsstrijder

november
- 10 - Aleksej Koltsov (33), Russisch schrijver en volksdichter
- 14 - Hendrik de Cock (41), Nederlands predikant
- 17 - John Varley (64), Engels kunstschilder

## Weerextremen in België
- 17 april: laagste minimumtemperatuur ooit op deze dag: -2,9 °C.
- 6 november: laagste etmaalgemiddelde temperatuur ooit op deze dag: -2,5 °C en laagste minimumtemperatuur: -5,5 °C.